# Anisodes posticipuncta
Anisodes posticipuncta là một loài bướm đêm trong họ Geometridae.